# いよ小松ジャンクション
いよ小松ジャンクション（いよこまつジャンクション）は、愛媛県西条市小松町妙口にある、松山自動車道と今治小松自動車道（国道196号 今治小松道路）を接続するジャンクションである。松山自動車道のいよ小松インターチェンジ（いよこまつインターチェンジ）を併設する。
北陸自動車道の小松インターチェンジとの区別からいよ小松となった。

## 概要
いよ小松JCTに併設されているいよ小松ICは、松山自動車道への流入出専用である。一般道から今治小松自動車道への流入出が可能な最寄りICは、同機能を補完する形となるハーフインターチェンジのいよ小松北ICである。

## 歴史
- 1994年（平成6年）11月16日 : いよ西条IC - 川内IC間の開通に伴い供用開始[1]。
- 1999年（平成11年）7月31日 : いよ小松ICをJCT化し、今治小松自動車道と接続[1]。

## 周辺
- 妙雲寺（新四国曼荼羅霊場 第34番札所）
- コカ・コーラボトラーズジャパン 小松工場
- 西条市立石根小学校

## 接続する道路
- E76 今治小松自動車道
- 国道11号

## 料金所
- ブース数 : 4

### 入口
- ブース数 : 2

2ブースともETC専用および一般またはETC・一般の可変式ブース

### 出口
- ブース数 : 2
  - ETC専用および一般またはETC・一般の可変式ブース : 1
  - 一般 : 1

## 隣
E11 松山自動車道
(10) いよ西条IC - 石鎚山SA - (11) いよ小松JCT/IC - 桜三里PA - (12) 川内IC
E76 今治小松自動車道
(3) いよ小松北IC - (11) いよ小松JCT/IC